# Clossiana altaica
Clossiana altaica är en fjärilsart som beskrevs av Adalbert Seitz 1908. Clossiana altaica ingår i släktet Clossiana och familjen praktfjärilar. Inga underarter finns listade i Catalogue of Life.